# Кетилы
Кетилы — анион-радикалы общей формулы {\displaystyle \mathrm {R_{2}{\stackrel {\bullet }{C}}-O^{-}} } и их соли, продукты одноэлектронного восстановления кетонов.
Строение кетилов описывается двумя резонансными структурами с расположением анионного центра на атомах углерода и кислорода:
этим двум структурам соответствуют два типа сопряженных кислот (продуктов протонирования) кетилов: α-гидроксиалкильные и алкоксильные радикалы R2C.–OH и R2CH–O. соответственно, в фотохимии эти радикалы также именуются кетилами.
Кетилы образуются при восстановлении кетонов щелочными и щелочноземельными металлами (натрием, магнием, кальцием) в инертных растворителях. Будучи свободными радикалами, кетилы являются высокоактивными соединениями, окисляющимися кислородом (и другими окислителями, например, йодом) до исходных кетонов:
2 R2C.–O− Na+ + O2 {\displaystyle \to } 2 R2CO + Na2O2
2 R2C.–O− Na+ + I2 {\displaystyle \to } 2 R2CO + 2 NaI
Ароматические кетилы за счет резонансной стабилизации более стабильны, чем алифатические и способны довольно длительное время существовать в растворе. Так, при восстановлении раствора бензофенона натрием в инертной атмосфере образуются окрашенные в голубой цвет растворы дифенилкетила:
Ph2C=O + Na {\displaystyle \to } Ph2C.–O− Na+ ,
эти растворы используются в препаративной органической химии для очистки растворителей от следов воды, кислорода и перекисей вместо металлического натрия, т.к. гомогенная реакция загрязнителей с раствором дифенилкетила протекает значительно быстрее, чем гетерогенная реакция с натрием.
Кетилы являются интермедиатами в пинаколиновой конденсации, при этом в качестве восстановителя используют магний, так как использование двухвалентных металлов повышает выходы пинаконов за счет координации двух кетильных анион-радикалов у катиона металла:
При восстановлении кетонов натрием в жидком аммиаке промежуточно образующиеся кетилы восстанавливаются до соответствующих вторичных спиртов.